# Disco polo
Disco polo é um gênero musical da Polônia, que surgiu no final dos anos 80, e se tornou bastante popular durante os anos 90. É uma combinação de dance music com formas vulgarizadas de ritmos folclóricos locais, e praticamente onipresente nas festas e recepções de casamento polonesas. É o equivalente polaco da música pimba portuguesa. Com o passar do tempo disco polo foi se tornando cada vez mais similar a dance music moderna, perdendo suas referências da música popular. No disco polo, o teclado é o principal (e muitas vezes o único) instrumento musical.
Esse gênero é visto por muitas pessoas como desprovido de qualquer valor artístico, com letras e ritmos simples e repetitivos. No final dos anos 90, o disco polo perdeu bastante de sua popularidade para grupos e ritmos musicais estrangeiros, mas ainda permanece bastante popular nas aéras rurais e periferias das grandes cidades da Polônia.
O nome foi criado por Sławomir Skręta, do grupo Blue Star, em substituição ao termo antigo, "muzyka chodnikowa", ou literalmente "música de calçada".

## Principais bandas de disco polo
- Bayer Full
- Boys
- Akcent
- Fanatic
- Milano
- Skaner
- Top One
- Toples
- Shazza
- Long & Junior
- Mega Dance
- Cliver & M.I.G
- Dance Factory
- Veegas